# Улица Кирова (Домодедово)
Улица Кирова — улица в центральной части города Домодедово Московской области. Улица расположена в центральной части города и носит свое имя в честь революционера, советского государственного и политического деятеля Сергея Мироновича Кирова.

## Описание
Улица берет свое начало от пересечения с Советской улицей, и далее уходит в южном, юго-восточном направлении. Заканчивается улица на пересечении с Лунной улицей, улицей Коломийца и Племхозским проездом. По ходу движения с начала улицы справа примыкают улица Южная, улица Пирогова и Больничная улица. Слева по ходу движения с начала улицы примыкает Кутузовский проезд и Подольский проезд.
Нумерация домов начинается со стороны Советской улицы.
Почтовый индекс улицы Кирова в городе Домодедово Московской области — 142000 и 142005.

## Примечательные здания и сооружения
- Архитектурный ансамбль Аллеи 60-летия Победы.
- Домодедовское управление социальной защиты населения Министерства социального развития Московской области — улица Советская, владение 19, строение 1.
- Центр Государственных услуг «Мли документы» — улица Советская, владение 19, строение 1.
- Домодедовская центральная городская больница — улица Пирогова, владение 9, строение 4.
- Домодедовский опытный машиностроительный завод — улица Кирова, владение 27[2]. Завод был создан в 2004 году и является одним из градообразующих предприятий, с современным оборудованием и постоянной модернизацией производства[3].
- Спортивный комплекс «Легенда» — улица Кирова, владение 30. Спортивный комплекс был открыт 11 июня 2017 года в присутствии губернатора Московской области Андрея Воробьева. В церемонии открытия также принял участие Депутат Государственной Думы Российской Федерации и по совместительству прославленный хоккеист Вячеслав Фетисов[4]. Участие в проекте Вячеслава Фетисова не случайно и связано с созданием на базе Спортивного комплекса «Хоккейной академии Фетисова». Спорткомплекс имеет в своем составе ледовую площадку, с трибунами для зрителей на 450 мест, зону внеледовой подготовки с пластиковым льдом, интерактивные хоккейные тренажеры, зоны общей и специальной физической подготовки, а также 2 бассейна длиной по 25 метров[5].
- Школа плавания Дмитрия Коморникова — улица Кирова, владение 30.
- Инспекция Федеральной налоговой службы России по городу Домодедово Московской области — улица Красноармейская, владение 42 А.

## Транспорт
По улице Кирова осуществляется движение общественного транспорта. Здесь проходят городские автобусные маршруты идущие на автостанцию.